# Moulay Brahim (commune)
Pour les articles homonymes, voir Brahim (homonymie) et Moulay Brahim.
Moulay Brahim (en arabe : مولاي إبراهيم), est une commune rurale de la province d'Al Haouz, dans la région de Marrakech-Safi, au Maroc. Elle a pour chef-lieu une ville portant le même nom.
La commune rurale de Moulay Brahim est située au sein du Caïdat Moulay Brahim , lui-même situé au sein du Cercle d'oughatim.

## Géographie
Elle est située sur la route R303 qui relie Marrakech à Taroudant par le col du Tizi-n-Test. A 5 km au nord d'Asni.

## Histoire
La création de la commune de Moulay Brahim a lieu en 1992, dans le cadre d'un découpage territoriale qu'a connu le royaume.

## Démographie
Elle a connu, de 1994 à 2004 (années des derniers recensements), une hausse de population, passant de 10 503 à 10 979 habitants.